# Fidzsi csíkosszárnyú guvat
A fidzsi csíkosszárnyú guvat (Nesoclopeus poecilopterus) a madarak osztályának darualakúak (Gruiformes) rendjébe, a guvatfélék (Rallidae) családjába tartozó faj volt.

## Elterjedése
Nevére utalva csak a Fidzsi-szigeteken élt. Viti Levu és Ovalau szigetén élt, ahol mocsarakban, majd az emberek megtelepedése után az azok helyén létesített táróföldeken élt.
Kifejezetten óvatos, rejtett életmódú madár. Nagy valószínűséggel röpképtelen, repülni nem láttak egy egyedet sem.

## Megjelenése
Testhossza 36 centiméter. Testének felső része és farka sötétbarna. Testének alsó fele, fejének oldalsó része és nyaka szürke színű. Melle és szárnyának alsó fele egészen sötétbarna. A hasán és az szárnyán levő tollak hegye fehér, emiatt csíkosnak tűnnek ezen testtájak.
Nagy valószínűséggel röpképtelen, szárnyai a testmérethez képes alulfejlettek. Szárnyai kerekek, kézevezőtollai szélesek, a végükön lekerekítettek. Hosszú narancssárga csőrének hegye fehér. Csőre hosszabb, mint a feje.

## Életmódja
Főként magvakkal táplálkozott.

## Szaporodása
Október és december hónapok között költött. A mocsarak növényzetének rejtekébe a földre építette fészkét, melybe 5-6 krémszínű bíborfoltos tojást rakott.

## Kihalása
Az állat kihalása főként a telepesek okozták, mivel szép tollaiért vadászták. Emellett a szigeten meghonosodott elvadult kutyák és macskák számára is könnyű prédát jelentett ez az emlős ragadozóhoz nem alkalmazkodott faj.
Sokáig úgy tűnt, hogy a faj 19. század végén halhatott ki, utolsó ismert példányát 1890-ben látták. A tudósok nagy meglepetésére 1973-ban egy élő egyedre bukkantak Viti Levu szigetén. Azóta viszont nem találtak egy példányt sem, így 1994 óta ismét kihalt fajnak tartják.

## Fordítás
- Ez a szócikk részben vagy egészben  a   Fidschi-Ralle című német Wikipédia-szócikk fordításán alapul.  Az eredeti cikk szerkesztőit annak laptörténete sorolja fel. Ez a jelzés csupán a megfogalmazás eredetét és a szerzői jogokat jelzi, nem szolgál a cikkben szereplő információk forrásmegjelöléseként.